# Lunga Marcia 1
Il Lunga Marcia 1 (in cinese: 长征一号S, Chángzhēng yīhàoP) fu il primo razzo vettore della Repubblica Popolare Cinese. Era un razzo a tre stadi, lungo complessivamente 29,40 metri, con un diametro di 2,25 metri e un peso al lancio di 81.310 kg; poteva mettere in orbita un carico di 300 kg. I primi due stadi erano alimentati da un propellente liquido costituito da acido nitrico e dimetilidrazina asimmetrica (UDMH), mentre il terzo stadio era alimentato da propellente solido. Il Lunga Marcia 1 derivò da un missile balistico a medio raggio, il Dongfeng 3, a cui fu aggiunto un terzo stadio. Il Lunga Marcia 1 venne messo a punto con quattro lanci di prova effettuati tra il maggio del 1969 e il gennaio del 1970 e il 24 aprile 1970 venne usato per lanciare in orbita il primo satellite cinese, il Dong Fang Hong 1. L'ultimo lancio con un razzo Lunga Marcia 1 venne effettuato il 3 marzo 1971.